# Гай Юлий Гал
Гай Юлий Гал (на латински: Gaius Iulius Gallus) е политик и сенатор на Римската империя през 2 век. Произлиза от фамилията Юлии.
През 124 г. той е суфектконсул заедно с Гай Валерий Север. Консули тази година са Маний Ацилий Глабрион и Гай Белиций Флак Торкват Тебаниан.